# Cathédrale Sainte-Marie d'Austin
Pour les articles homonymes, voir Cathédrale Sainte-Marie.
La cathédrale Sainte-Marie d'Austin (en anglais : cathedral of Saint Mary in Austin) est une cathédrale catholique située dans le centre de la ville d'Austin, dans l'État du Texas, aux États-Unis.
Elle est le siège de l'évêché du diocèse catholique d'Austin.

## Contexte historique: une église en pierre dans les années 1850
À l'origine, dans les années 1850, la communauté catholique à Austin (alors capitale provisoire du nouvel État avec une population d'environ 600 personnes) construit une petite église en pierre nommée St. Patrick's. En 1866, l'église est rebaptisée Saint Mary's, la paroisse décidant qu'elle a besoin d'une nouvelle église qui pourrait être construite en maçonnerie.

## Historique de la cathédrale

### Construction d'une nouvelle église en 1872
En 1872, quand Austin devient la capitale permanente de l'État, la paroisse pose la première pierre d'une nouvelle église, en choisissant un endroit au nord de l'édifice original. La paroisse avait établi des fondations selon un plan basilical et commencé à élever des murs qui avaient cinq pieds de haut lorsque l'architecte Nicholas J. Clayton a commencé à concevoir véritablement la nouvelle église.
Clayton n'a jamais conçu une église auparavant et Saint Mary's est sa première création indépendante. Né en Irlande en 1840, Clayton a appris la maçonnerie et la conception de bâtiments à Cincinnati, et vint à Galveston en 1872 pour son entreprise de l'Ohio. Cette église a marqué le début de la longue carrière prolifique de Clayton, avec des structures essentiellement ecclésiastiques, mais aussi des bâtiments commerciaux et des maisons.

### Élévation de l'église en cathédrale en 1948
À l'origine, cette paroisse appartenait au diocèse de Galveston. Lorsque le nouveau diocèse d'Austin est érigé en 1948, l'église devient cathédrale comme  siège du nouvel évêché. À cette époque, la cathédrale est réaménagée, bon nombre de ses décorations néo-gothiques sont retirées, l'autel néo-gothique est remplacé par un autel en marbre du XXe siècle.
Le bâtiment est inscrit au Registre national des lieux historiques le 2 avril 1973 et fait partie des Recorded Texas Historic Landmarks depuis 1977.

## Note
- (en) Cet article est partiellement ou en totalité issu de l’article de Wikipédia en anglais intitulé « Cathedral of Saint Mary (Austin, Texas) » (voir la liste des auteurs).